# Герінген
Герінген (нім. Heringen) — місто в Німеччині, знаходиться в землі Гессен. Підпорядковується адміністративному округу Кассель. Входить до складу району Герсфельд-Ротенбург.
Площа — 61,18 км2. Населення становить 7146 ос. (станом на 31 грудня 2020).

## Історія
Перша документальна згадка про Герінген датується 1153 роком. Близько 1170 року абатство Фульда (Fulda Abbey) придбало це місце у дворянина Генріха фон Герінгена. На початку 15 століття двір Герінгенів включав не лише сучасну територію міста, але й тюрингські центри Вітцерода, Гастерода та Абтерода, які зараз належать до об'єднання Берка/Верра. У 1432 році Маргарита фон Герінген продала двір ландграфам Гессену, таким чином приєднавши Герінген до Гессену.
З відкриттям калійного заводу Wintershall, який почав видобуток у 1903 році, громада отримала перші промислові робочі місця. Пізніше були побудовані калійні шахти Ной-Херінген та Герфа-Нейроде. Сьогодні це найбільший у світі район видобутку калійних солей, площа якого приблизно дорівнює площі Великого Мюнхена.
Наприкінці Другої світової війни бібліотеки Військового геологічного підрозділу німецької армії (Wehrgeologenstellen) та Німецького патентного відомства (Reichspatentamt) були вивезені з Берліна і таємно зберігалися в глибокій калійній шахті Вінтерсхалл в Герінгені. Там вони були виявлені Третьою армією США у березні 1945 року і вивезені до США. Пізніше Німецька патентна бібліотека була повернута Німеччині, але матеріали з військової геології — карти, звіти та книги, часто викрадені з інших країн під час вторгнень, — були збережені США як нацистське майно. Більшість цих карт і книг і сьогодні зберігаються в Бібліотеці Геологічної служби США, на кожній з них стоїть незрозумілий штамп Інженерного корпусу армії США, який свідчить про "колекцію Герінгена".
Ринкові права були надані громаді в 1526 році, а в 1977 році прийшли міські права на те, що тоді було більшою громадою (утвореною з кількох менших колишніх громад).
Тут також збереглися будівлі лицарського маєтку Вултеюс.

## Галерея

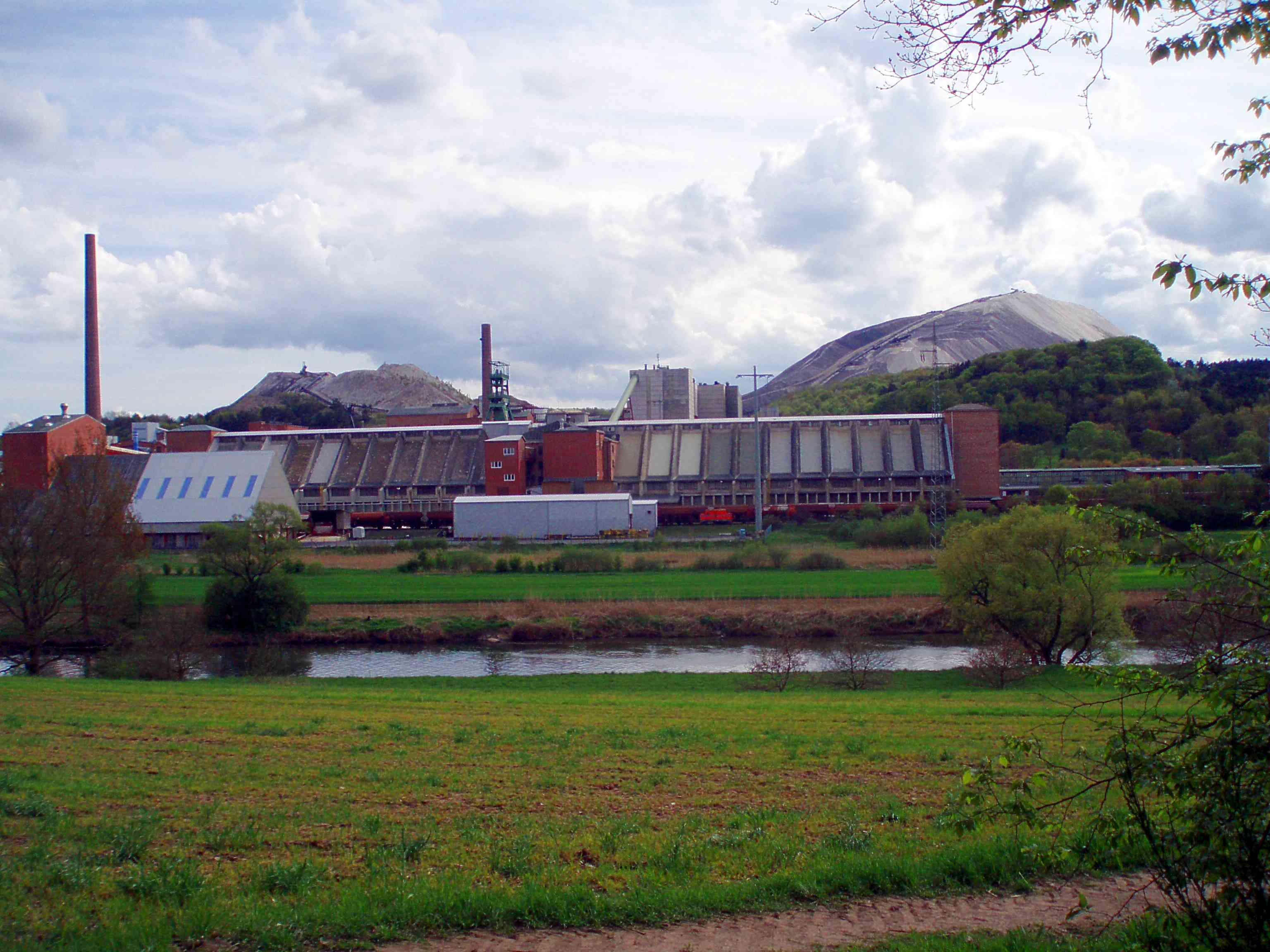
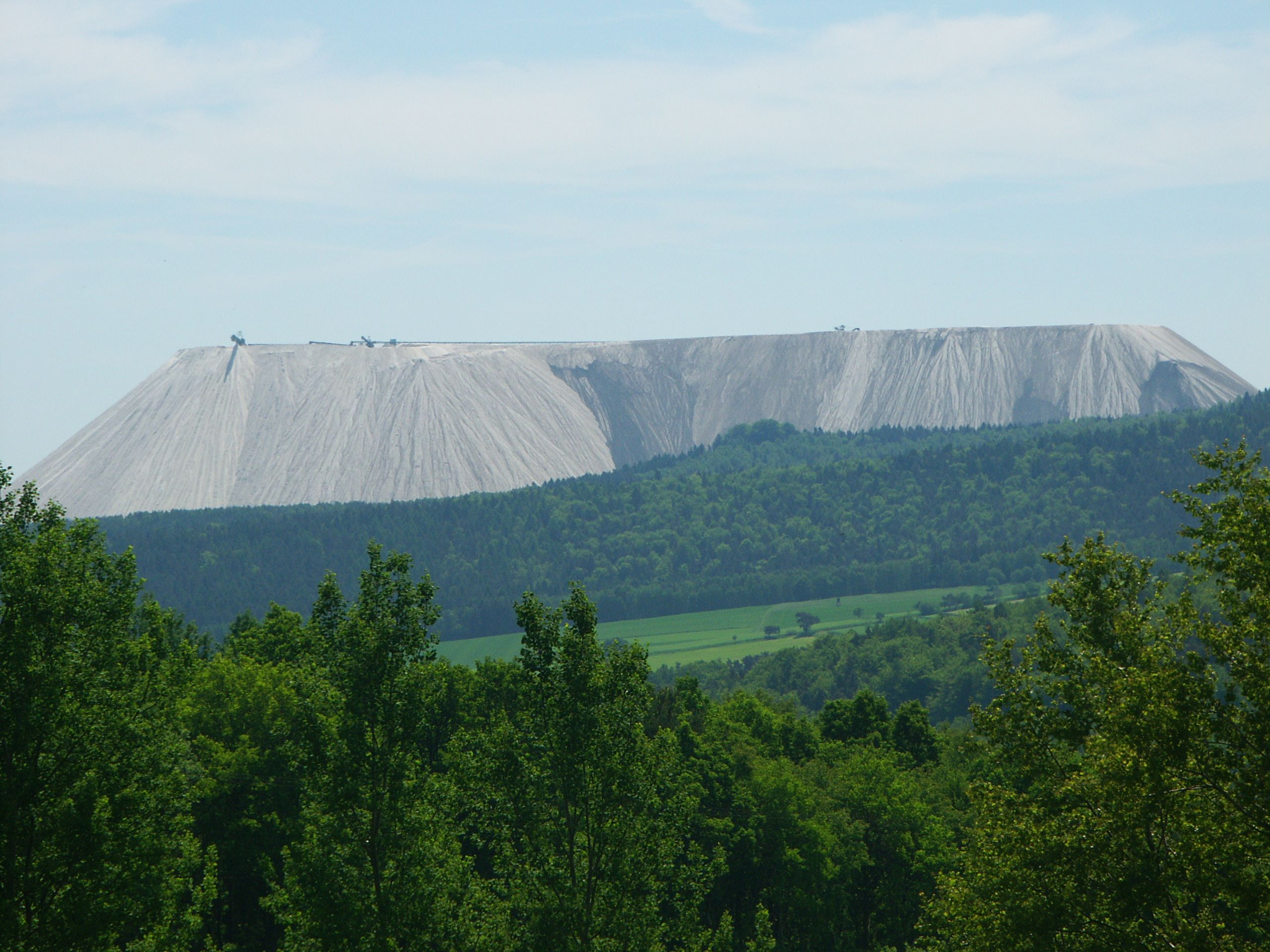
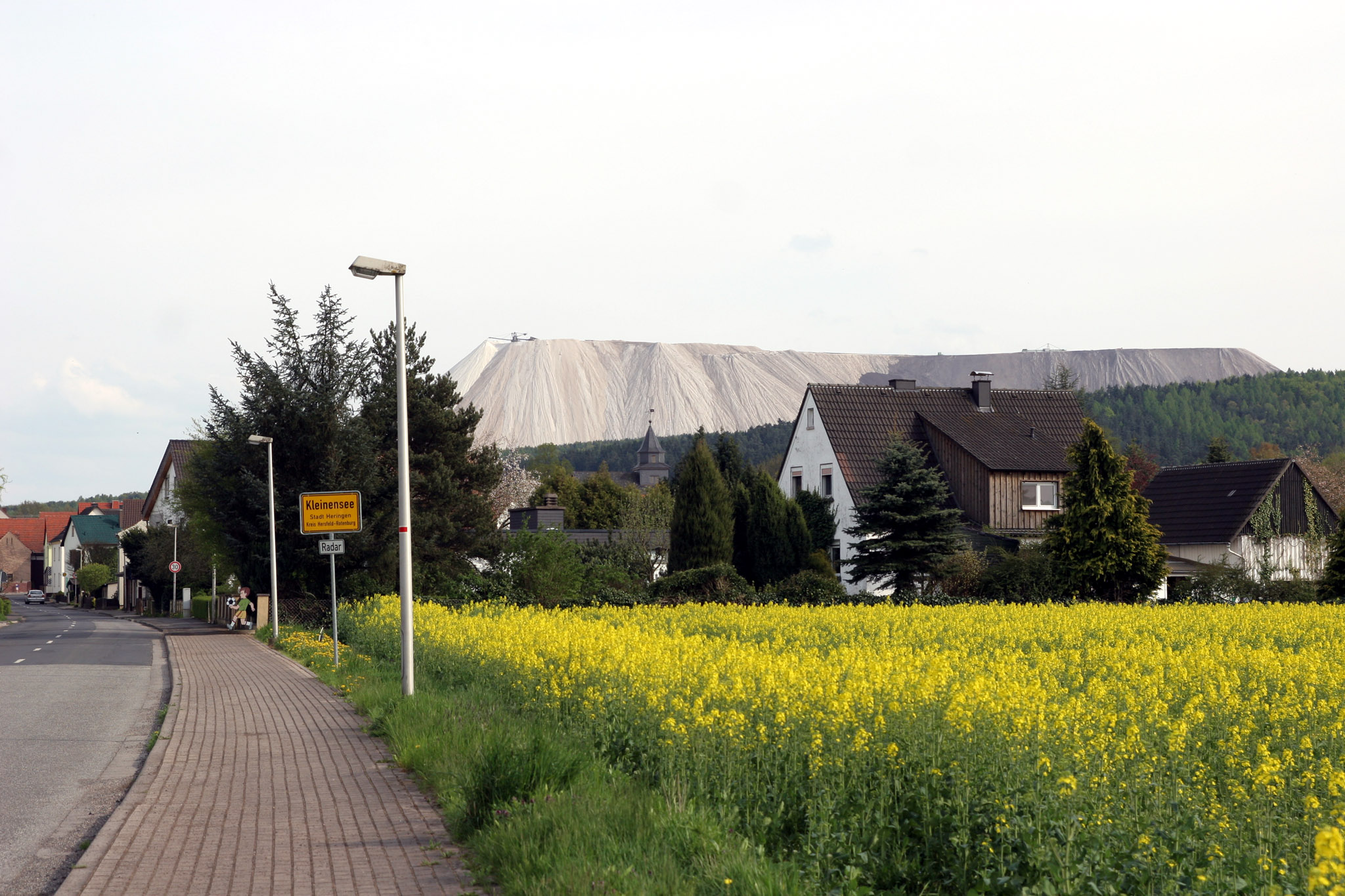
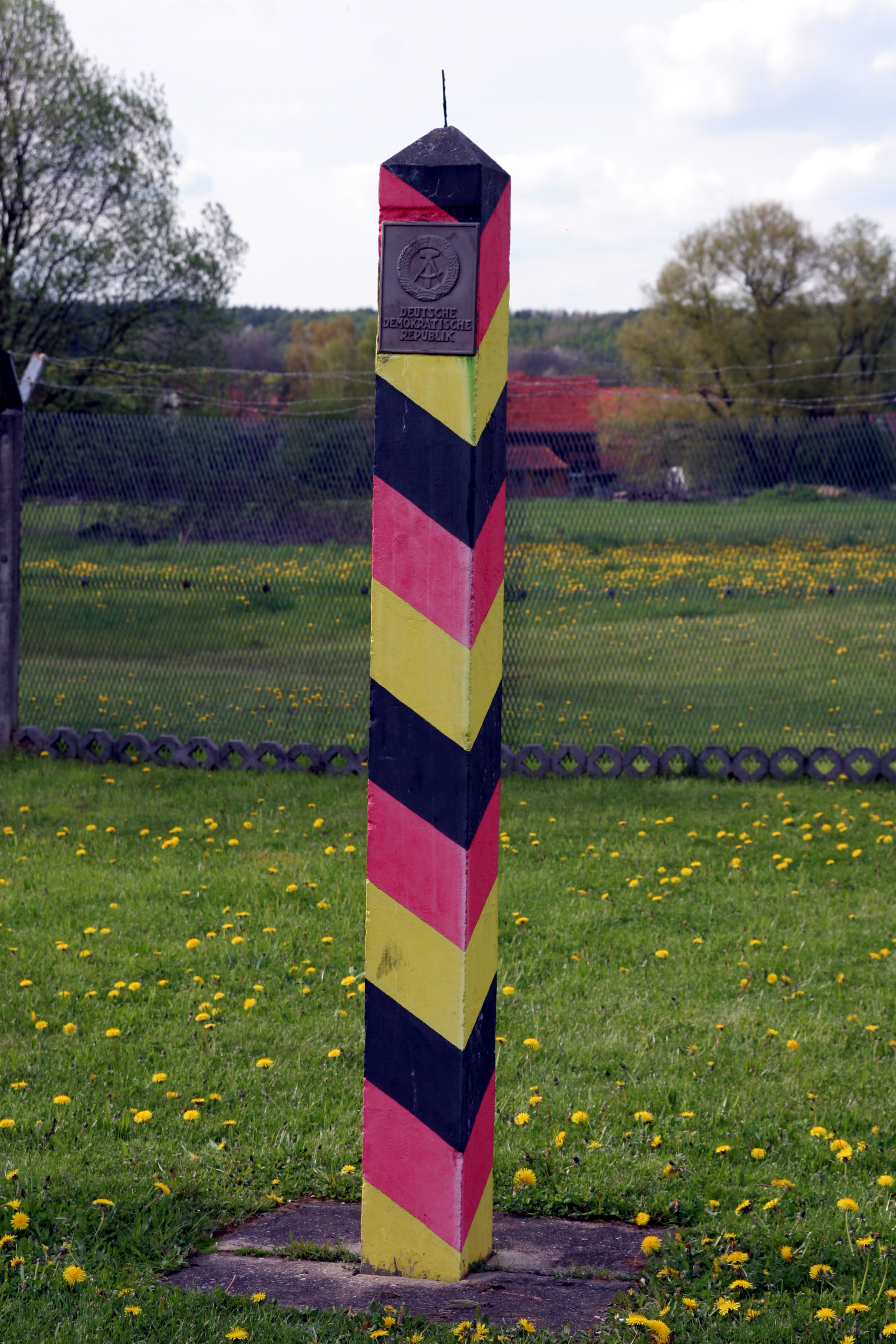
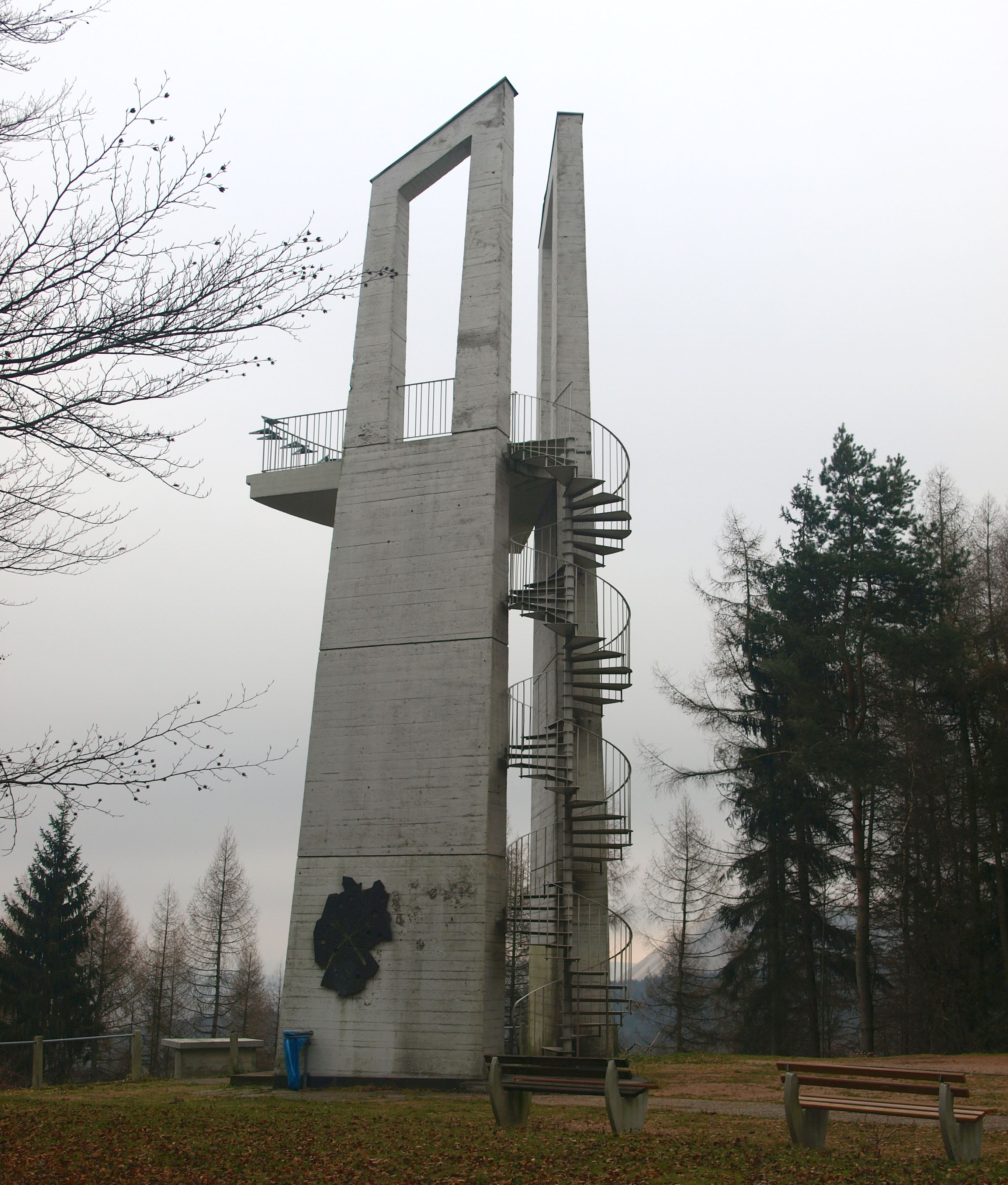